# هایدی الطباخ
 هایدی الطباخ (انگلیسی: Heidi El Tabakh؛ زادهٔ ۲۵ سپتامبر ۱۹۸۶) یک تنیس‌باز اهل کانادا است.